# کوسه‌های کوتاه‌دم
کوسه‌های کوتاه‌دم (نام علمی: Brachaelurus) نام یک سرده از راسته کوسه‌نهنگ‌سانان است.